# روثا صليبية
الروثا الصليبية (باللاتينية: Salsola cruciata) نوع نباتي يتبع جنس الروثا من الفصيلة القطيفية.

## الموئل والانتشار
موطنها المغرب العربي حيث تنتشر في الجزائر.